# Jens Schroth
Jens Schroth (* 24. Januar 1973; † 31. August 2016) war ein deutscher Dramaturg.
Jens Schroth studierte Musiktheorie, Neue Medien und Komposition an der Hochschule für Musik und Darstellende Kunst Stuttgart bei Matthias Hermann, Marco Stroppa und Helmut Lachenmann. Zudem wurde er als Komponist an der Staatsoper Stuttgart, unter anderem bei Klaus Zehelein, ausgebildet.
Von 2002 bis 2006 war er Dramaturg der Staatsoper Stuttgart. 2006 wechselte er an die Deutsche Staatsoper Berlin und war seit 2010 leitender Dramaturg der Staatsoper Unter den Linden. Zudem lehrte er an der Hochschule für Musik Karlsruhe, der Hochschule für Musik „Hanns Eisler“ Berlin und der Universität der Künste Berlin sowie auch früher an der Musikhochschule in Stuttgart die Fächer Analyse Neuer Musik, elektronische Musik und Tonsatz.
Schroth engagierte sich vor allem für zeitgenössische Musik und gegenwartsnahes Musiktheater.  Er arbeitete zusammen mit Helmut Lachenmann, Salvatore Sciarrino, Wolfgang Rihm, Beat Furrer, Andrea Breth, Claus Guth und Jürgen Flimm. Verschiedene interdisziplinäre Arbeiten realisierte er mit dem Bildhauer Matthias Kunisch sowie den Architekten Peter Ippolito und Elke Banabak.
Schroth starb im Alter von 43 Jahren an den Folgen einer im Herbst 2015 diagnostizierten Krebserkrankung.